# Quetzalpapalotl
Le complexe Quetzalpapalotl est un ensemble de ruines situées à Teotihuacan. Le complexe est surtout connu pour le Palais de Quetzalpapalotl (espagnol : "Palacio de Quetzalpapalotl") et les reliefs en pierre de sa cour. Les structures adjacentes abritent des peintures murales survivantes. L'entrée principale fait face à l'Avenue des Morts et se trouve au sud-ouest de la Pyramide de la Lune.

## Histoire
Les structures existantes ont été construites entre 450 et 500 après JC. Ces bâtiments ont été construits sur des structures antérieures d'environ 250 à 300 après JC. En raison de l'emplacement du palais et de la qualité de son art, on pense que le complexe abritait un prêtre de haut rang ou un autre dignitaire. Le complexe peut également avoir été utilisé à des fins cérémonielles. Le nom Quetzalpapalotl vient des reliefs d'oiseaux mythologiques sur les piliers de la cour  et vient du Nahuatl quetzalli, plume précieuse, et pāpālōtl, papillon.
Le complexe a été redécouvert en 1962 par l'archéologue Jorge Acosta. Entre 2009 et 2011, le complexe a fait l'objet d'une réhabilitation par l'Institut National d'Antropologie et d'Histoire.

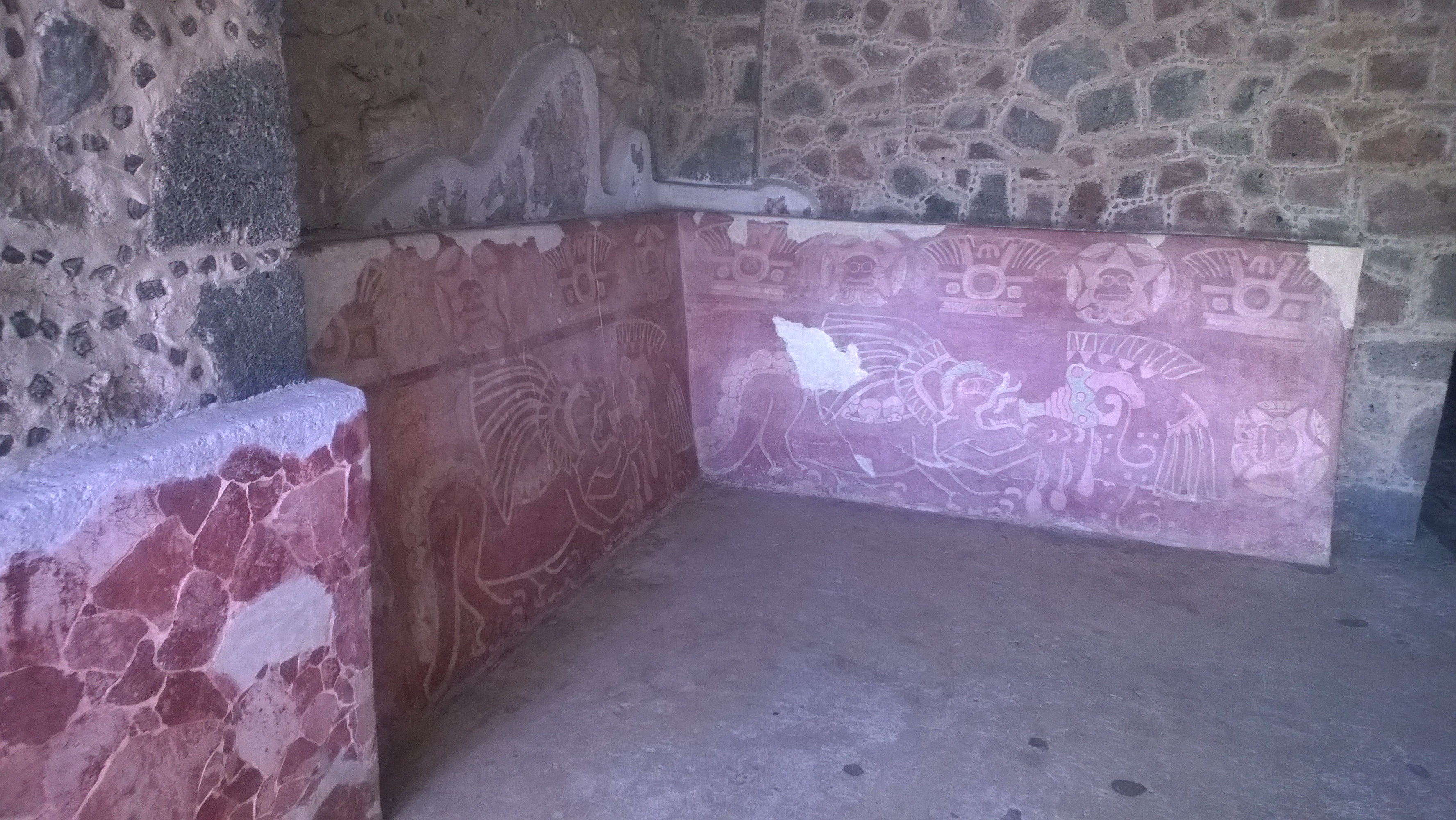
Restes des peintures murales du Palais des Jaguars

Dans le Palais des Jaguars, il y a des peintures murales représentant des félins à plumes tenant des conques et des images d'une divinité à lunettes (cette divinité a été associée au dieu de la pluie Tlaloc des Aztèques bien plus tardifs). Dans le temple souterrain des conques à plumes, enterré sous le palais, se trouvent des représentations d'un oiseau vert et des objets associés à l'eau et à la vie.

## Galerie

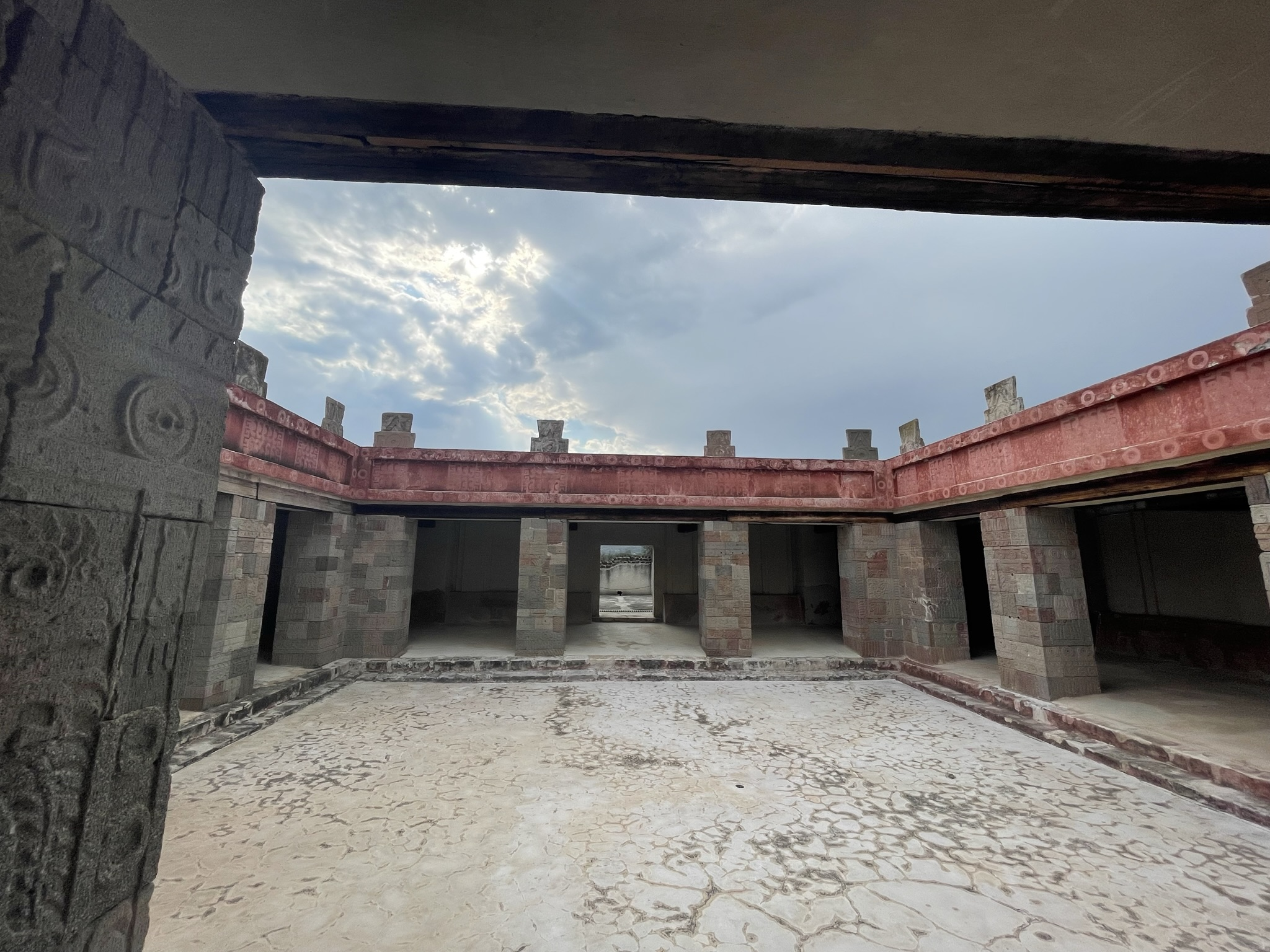
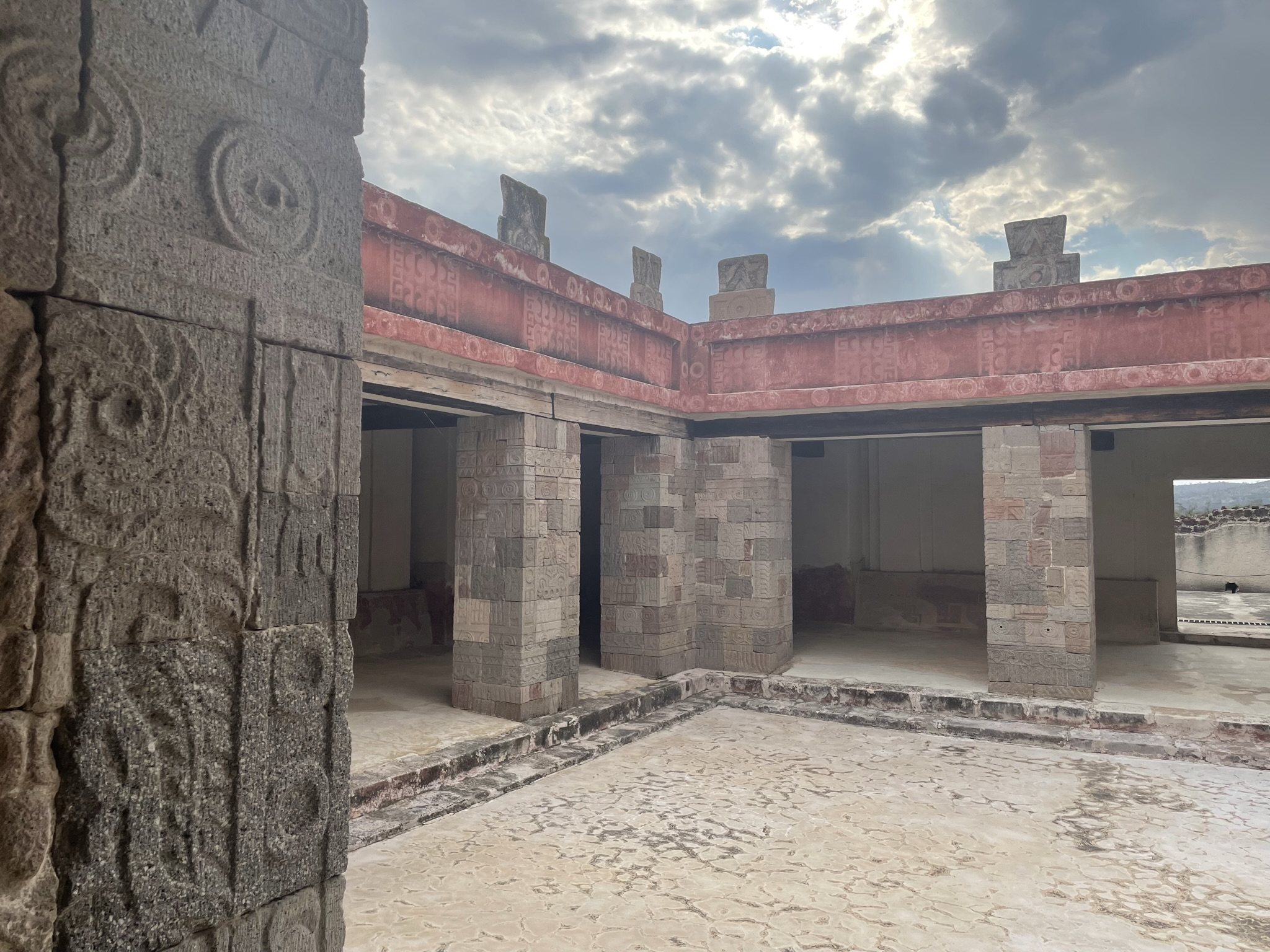
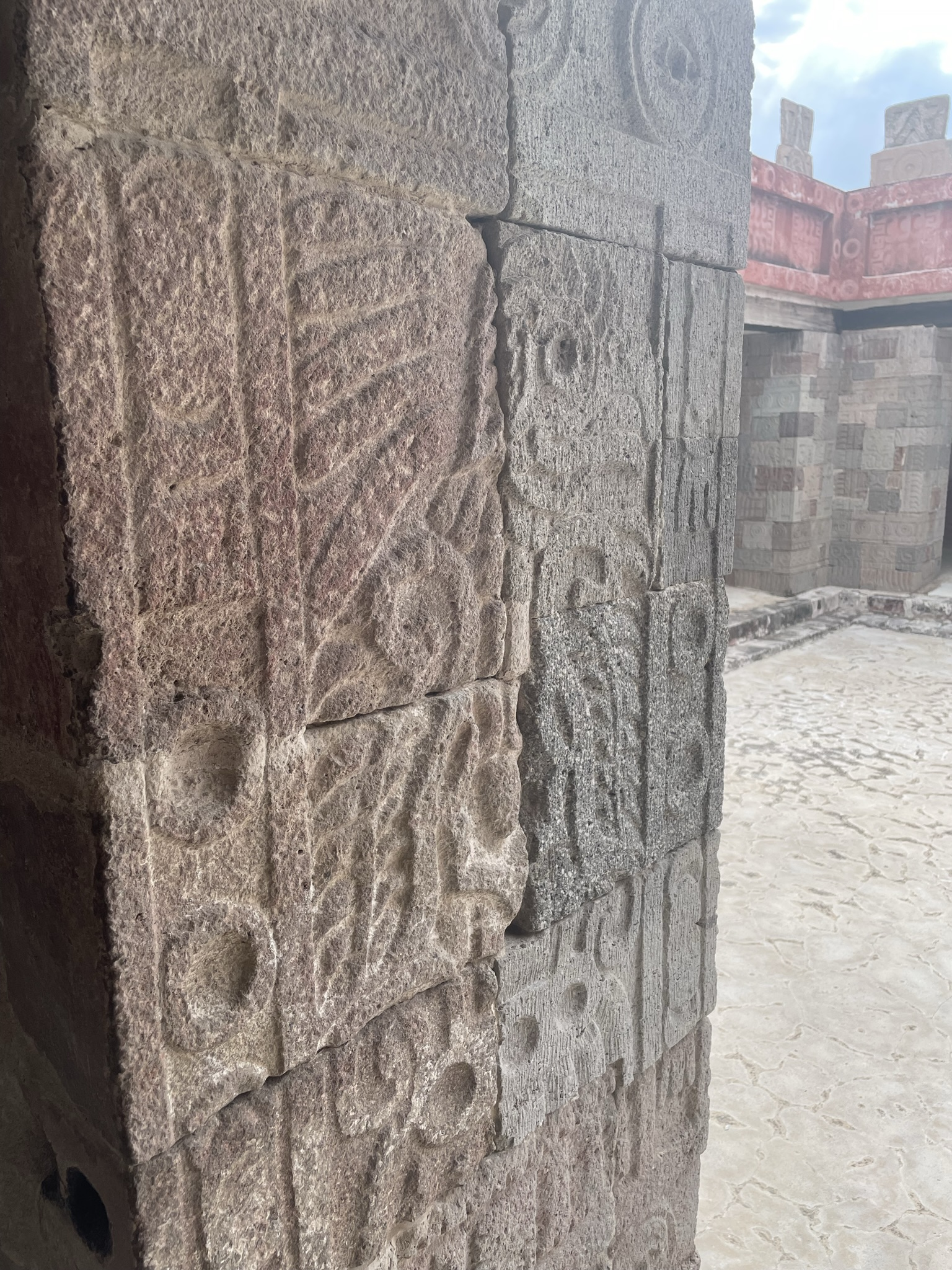
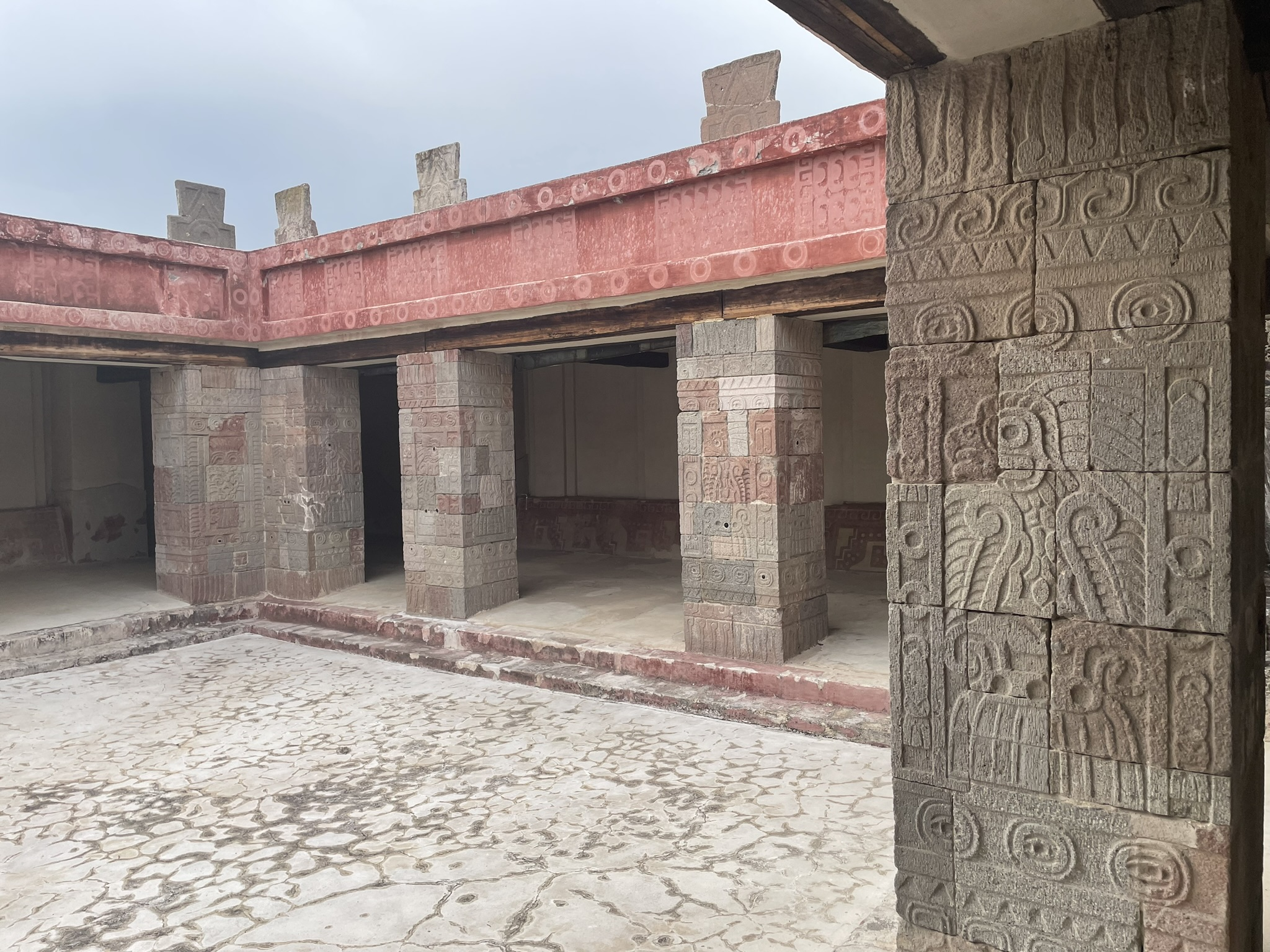
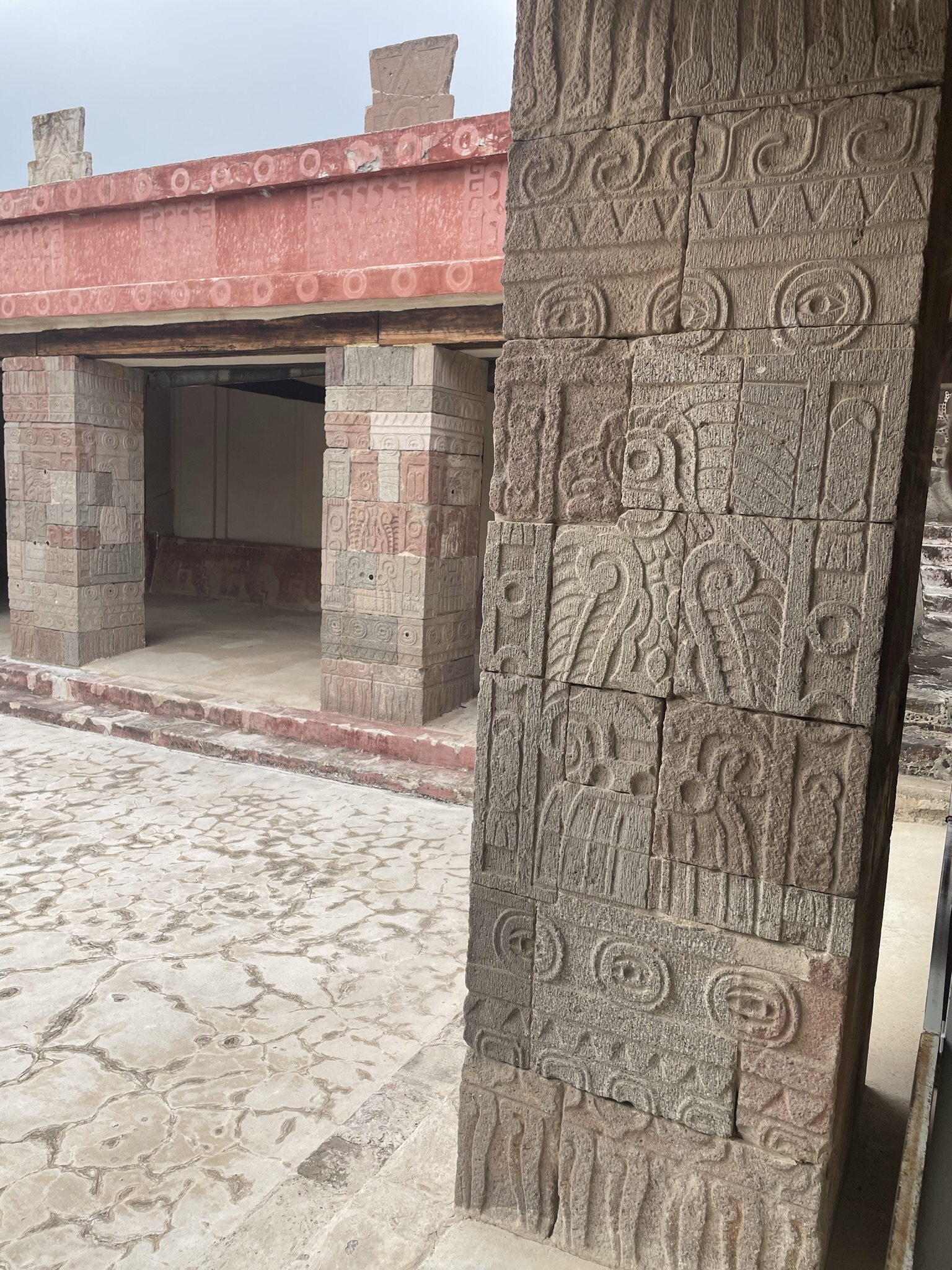
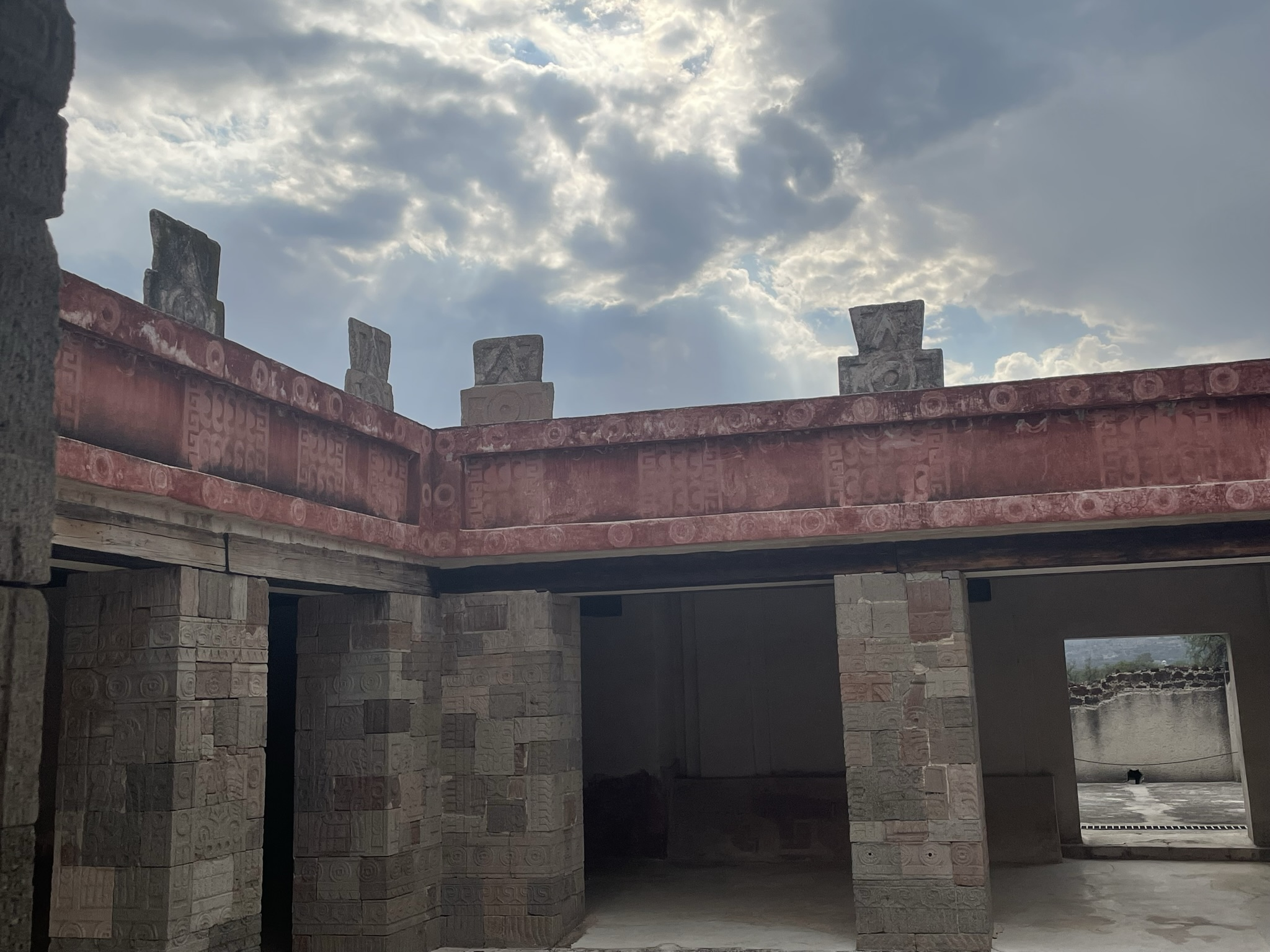
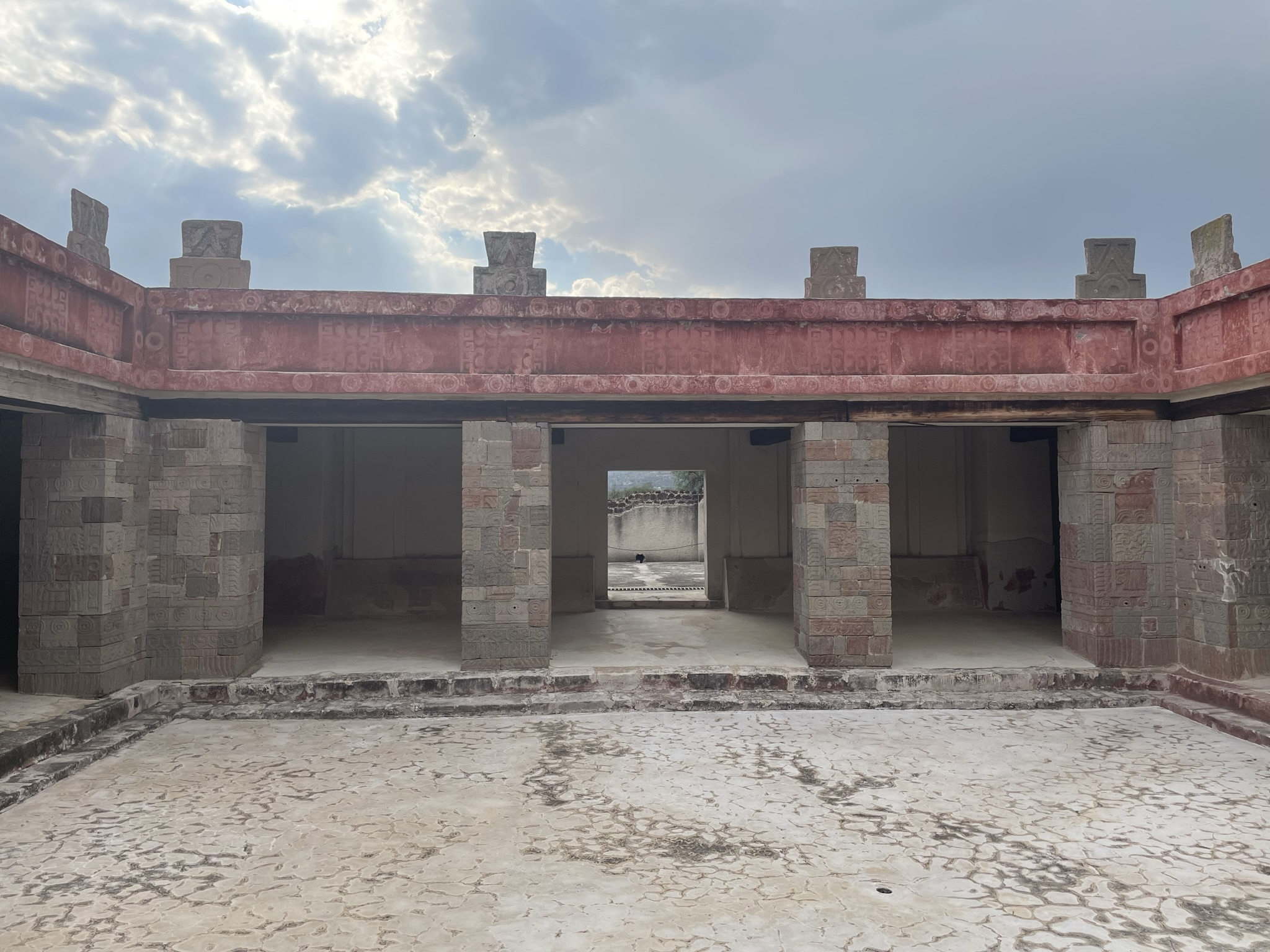